# Mario Artaza
Mario Artaza Rouxel (San Vicente de Tagua Tagua, 2 de septiembre de 1937) es un diplomático, académico, investigador y político socialista chileno, ex embajador de su país en el Reino Unido y los Estados Unidos. 
Nació en San Vicente de Tagua Tagua, en la provincia de O'Higgins, y estudió en un colegio jesuita en Chillán.
Egresó de la carrera de derecho de la Universidad de Chile y luego obtuvo un master of arts en relaciones internacionales en la Universidad de Virginia, en los Estados Unidos. Con posterioridad cursó un doctorado en la Universidad Americana, del mismo país.
Ingresó al Ministerio de Relaciones Exteriores de su país como meritante en 1957 y al servicio exterior en 1958.
En el Gobierno del presidente Salvador Allende -como militante de la Izquierda Cristiana, de la que había sido uno de los miembros fundadores- laboró como consejero en la embajada de Chile en Perú.
Previo al golpe de Estado del 11 de septiembre de 1973 fue encargado de negocios de la embajada de Chile en los Estados Unidos. Tras la intervención militar fue exonerado.
En 1974-1990 fue funcionario del Banco Mundial.
Tras el regreso de la democracia, ocupó la dirección de asuntos multilaterales de la Cancillería (1993-1994).
Luego se desempeñó como embajador de su país en el Reino Unido (1996-1999) y los Estados Unidos (1999-2000), a pedido del presidente Eduardo Frei Ruiz-Tagle. En la primera responsabilidad le tocó enfrentar la detención del general Augusto Pinochet en Londres, el 16 de octubre de 1998.
Entre 2000 y 2002, ya en el gobierno de Ricardo Lagos, fue director general de Política Exterior.
Es militante del Partido Socialista desde 1990.

## Nota
1. ↑  Éste es el nombre con el cual se conocía a aquellas personas que realizaban servicios ad honorem en la Cancillería.